# Horváth László (politikus)
Horváth László Dezső (Esztergom,  1962. április 24. –) Fideszes politikus. Tagja volt a Szabad Demokraták Szövetségnek (SZDSZ) 1989 és 1992 között, majd belépett a Fideszbe. A Heves vármegyei 2. sz. országgyűlési egyéni választókerület országgyűlési képviselője.